# 新龍駅 (平安北道)
新龍駅（シルリョンえき、朝鮮語: 신룡역）は、朝鮮民主主義人民共和国平安北道泰川郡にある駅で、青年八院線に属する。

## 隣の駅
青年八院線
大将駅 - 新龍駅 - 延中駅